# 木太西口駅
木太西口駅（きたにしぐちえき）は、現在の香川県高松市木太町にあった高松琴平電気鉄道長尾線の駅（廃駅）。

## 歴史
1954年（昭和29年）8月1日、林道駅（1934年〈昭和9年〉に一旦廃止）が再開業した際、入れ替わり統合の形で廃止された。

### 年表
- 1912年（明治45年）4月30日：高松電気軌道の駅として開業。
- 1943年（昭和18年）11月1日：会社合併により高松琴平電気鉄道長尾線の駅となる。
- 1943年（昭和18年）頃：休止[注釈 1]。
- 1954年（昭和29年）8月1日：林道駅と入れ替わり統合の形で廃止。

## 駅構造
単式ホーム1面1線を有する駅であった。林道駅より約350 m瓦町駅方面に位置した。

## 現状
駅跡地は現在の仮屋踏切付近であり、この箇所で敷地が広がっている。

## 隣の駅
高松琴平電気鉄道
長尾線
瓦町駅 - （花園駅） - 御坊川駅 - 木太西口駅  - 林道駅